# Paleocastorins
Els paleocastorins (Palaeocastorinae) són una subfamília extinta de mamífers rosegadors de la família dels castòrids que visqueren a l'Àsia central i Nord-amèrica entre l'Oligocè inferior i el Miocè inferior. Se n'han trobat restes fòssils als Estats Units i el Kazakhstan. Eren parents propers dels castors d'avui en dia, tot i que tenien un estil de vida excavador i un aspecte extremament diferent. Fa uns 30 milions d'anys, a la primera part de l'Oligocè, experimentaren una important radiació evolutiva com a resultat del canvi climàtic i l'expansió dels hàbitats oberts dominats per l'herba.